# ادوارد جی. کافمن
ادوارد جی. کافمن. جی آر (به انگلیسی: Edward G. "Ed" Coffman, Jr)، یک محقق کامپیوتر است. او کارش را در فاصله زمانی ۶۵–۱۹۵۸ به عنوان برنامه‌نویس سیستمی در شرکت پیشرفت سیستم (SDC) شروع کرد. مدرک دکترایش در مهندسی در UCLA در سال ۱۹۶۶ به وسیله یه سری موقعیت در دانشگاه پریکتون (۱۹۶۹–۱۹۶۶)، دانشگاه ایالت پنسیلوانیا(۷۶–۱۹۷۰)، دانشگاه کلمبیا(۷۷–۱۹۷۶) و دانشگاه کالیفرنیا –سانتا باربارا(۷۹–۱۹۷۷).
در سال ۱۹۷۹ او وارد مرکز ریاضیات در آزمایشگاه بل شد او تا بازنشستگی در آنجا به عنوان عضو برجسته هیئت تکنیکی تا ۲۰ سال بعد ماند. بعد از یک سال محدود ماندن در مؤسسه تکنولوژیکی نیو جرسی او به دانشگاه کلمبیا در سال ۲۰۰۰ با منصب علوم کامپیوتر –مهندسی الکترونیک و مهندسی صنایع و پژوهش عملیاتی بازگشت. او از سال ۲۰۰۸ از آموزش دادن بازنشسته شد و اکنون یک پروفسور شایسته است که هنوز کاملاً مشغول تحقیقات و فعالیت‌های حرفه‌ای می‌باشد.

## تحقیقات
پروفسور گافمن بهترین شناخته شده‌است برای تحقیقات اصلی با هم با همکاری بین‌المللی، شمرده می‌شود در قسمت‌هایی به وسیلهٔ ۱۵۰ نویسنده در کالکشن نشریه‌اش.
کارش ممکن اس پیدا شود در ۱۸۰ تیتر در مجله‌های تکنولوژیکی که سهم تحقیقات اصلی اش است. او ۴ کتاب متنی درجه‌بندی شده را چاپ کرد؛ و روزنامه‌هایی از بیش از ۲۵۰ کنفرانس و کارگاهش. بیشتر این‌ها ورژن‌های اصلی عنوان‌های مجله می‌شدند. در تحقیقاتش گافمن یک دنباله عمومی در مسیرهای موازی در مهندسی و ریاضیات داشت. مسیری که او در پیش گرفته بود روی ابزارهای ترکیبی بهینه و نظریه‌های الگوریتم بود؛ که در طول این‌ها که به کار گرفته شده فرایندهای احتمالی و اتفاقی بود. فرایندهایی که شامل این‌ها بود در نظریه‌های زمانبندی، بین پکینگ، دنباله انتخابی، گراف‌ها، تخصیص پویا و همچنین در صف بندی، گرده افشانی، رزرو کردن، حرکت سرور، شبکه و توزیع سیستم‌های محلی (اوتومات سلولی). این ترکیبات بین شالوده ریاضیات و طراحی و تحلیل الگوریتم‌های تقریب تقسیم می‌شوند که پایه‌ای را برای حل مسایل Np-hard فراهم می‌کند. کاربردهای مهندسی کامپیوتر و شبکه حوزه‌های وسیعی دارد. یک لیست جزئی که شامل آدرس مسآله تحقیقاتی در زمانبندی و توابع تخصیص ذخیره‌سازی در سیستم عامل کامپیوتر، معماری ذخیره‌سازی، ساختمان داده‌ها، مسئله زمانبندی کامپیوتر مانند بن‌بست و همگام سازی، ازدحام اینترنت، شبکه‌های تقسیم فایل جفت جفت، ادغام جریان، فرایندهای خود انجمنی محاسبه پذیر مولکولی، الگوریتم‌های مینیمم در شبکه‌های حساس، مسیریابی انفجار بصری و مدیریت طیف پویا درشبکه‌های ادراک. لیست توسعه پیدا می‌کند وقتی که شامل کاربردهای بیشمار در مهندسی صنایع و پژوهش عملیاتی تحقیقات گافمن در نظریه‌های زمانبندی و بین پکینگ در یک و دو بعد.
گافمن به صورت حرفه‌ای در خدمت کردن روی چندین مقاله فعال مانده است. دوجین از کمیته برنامه‌های تکنولوژیکی موضوع تحقیق روز خود را قرار داده‌اند در کارگاه‌شان در کنسول تحقیقات ملیدر کشف نشست روی سیستم‌های عامل و گروه‌های خاص روی کارایی سنجش هردویَ ACM و IFIPS.